# 지보 (게임기)

지보 로고

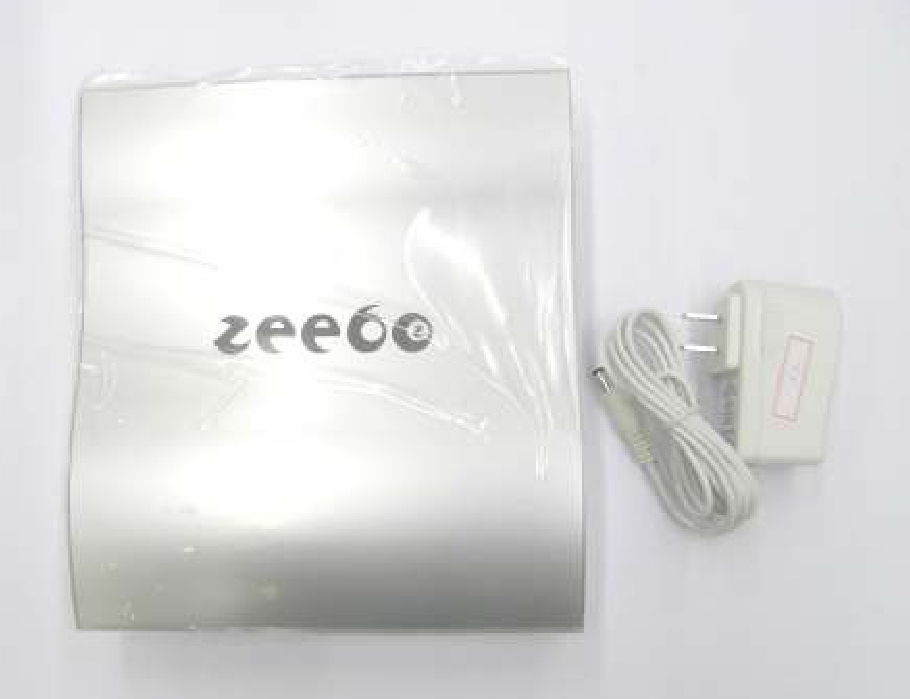
지보 (Zeebo)

지보(Zeebo)는 브라질의 지보사(Zeebo Inc.)에서 브릭스(BRICs) 시장을 목표로 만든 저사양 비디오 게임 콘솔이다. 지보는 DVD나 카트리지를 사용하지 않고 휴대폰 네트워크에 접속해 무선으로 게임과 컨텐츠를 다운로드 받는 방식으로 보다 값싸게 게임을 공급받을 수 있으며 불법 복제를 방지할 수 있었다.
지보는 브라질에서 2009년 5월 25일 499.00 헤알(R$)에 판매되었다. 주로 마나우스(Manaus) 경제자유구역(Free Economic Zone)에서 판매되었으며 리우데자네이루(Rio de Janeiro)에서도 적은 수 판매되었다. 2009년 9월에 399.00 헤알로 가격을 내렸으며 11월에 다시 299.00 헤알로 인하하였고 12월에는 브라질 전국에서 판매되었다.
멕시코에서는 2009년 11월 4일 2,499 페소에 판매되었다. 또 2010년 인도, 2011년 중국에 각각 판매에 들어갔다. 지보의 게임은 액티비젼(Activision), 캡콤(Capcom), 일렉트로닉 아츠(Electronic Arts), 피쉬랩(Fishlabs), 게임빌(Gamevil), 글루(Glu), id 소프트웨어, 남코(Namco), 팝캡(Popcap)에서 공급하였다.
그러나 판매 부진으로 인해 2011년을 끝으로 단종을 선언하였다.

## 세부 사항
지보(Zeebo Inc)는 텍토이(Tectoy)와 퀄컴(Qualcomm)이 설립했다. 지보 게임기 개발에 퀄컴과 텍토이를 비롯해 12개 회사가 참여했으며 공급과 판매는 각 나라의 지역 파트너가 담당한다. 지보는 휴대폰 칩셋과 비슷한 퀄컴 브루(BREW) 모바일 게이밍 칩셋을 사용했다. 게임기 사용자는 3G HSUPA, 2.5G EDGE, 2G GPRS 휴대폰 네트워크를 통해 Z-크레딧이라는 가상 통화로 게임을 구입하고 다운로드 받을 수 있다. 이런 방식은 게임을 싸게 구입할 수 있다는 점과 불법 복제를 막을 수 있다는 장점이 있지만 게임기 판매에 방해가 되는 점이기도 했다.
Z-크레딧은 2000, 3000, 5000 포인트 3가지 종류로 판매되며 신용카드, 직불카드, 선불카드, 은행 거래로 교환할 수 있다. 게임 가격은 보통 1500 ~ 2000 크레딧이다. 텍토이는 브라질의 3G 사업자인 Claro가 협력사이며 무선 네트워크에 별도의 요금을 낼 필요 없이 언제나 접속할 수 있다고 설명했다.
하지만 이런 판매 방식은 휴대폰 네트워크가 제대로 갖추어지지 않은 국가에서는 적용하기가 어려운데 퀄컴의 인도 지사장은 인도에서 판매하려면 게임을 인터넷으로 구입, 다운로드 할 수 있어야 한다고 말했다.
지보의 무선 접속은 OTA(over-the-air) 업데이트로 새로운 기능이나 컨텐츠 추가, 버그 수정 등 게임기의 펌웨어를 자동으로 업데이트 할 수 있다. 최근 업데이트로 멕시코 버전에서 인터넷 접속이 가능하게 되었다.

## 개발과 판매
텍토이에 따르면 게임기 아이디어는 2006년 Reinaldo Normand이 제출했으며 2008년 텍토이와 퀄컴을 비롯한 협력사들과 함께 지니(Genie)라는 프로젝트로 물리적인 매체를 사용하지 않는 게임기를 개발하기 시작했다고 한다.
텍토이는 2008년 11월 지보라는 이름과 스펙을 공식 발표했으며 다음해 1/4분기까지 6개의 게임과 함께 599.00에 판매할 예정이라고 발표했다.
2009년 5월 25일 브라질 리우데자네이루와 온라인 상점에서 499.00 헤알에 발매되었다. FIFA 사커 09, 니드 포 스피드 : 카본, 브레인 챌린지(Treino Cerebral) 3가지 게임을 내장하고 있으며 프레이 이블(Prey Evil), 퀘이크(Quake), 퀘이크 II(Quake II)를 무료로 다운받을 수 있었다.
2009년 9월 텍토이는 399.00 헤알로 가격을 낮추었다. 11월 4일 멕시코에 2,499 페소에 발매하였고 며칠후 브라질에서의 판매 가격을 299.00 헤알로 낮추고 브라질 전국에 판매하기 시작했다. 12월에는 멕시코에서 판매 가격을 1,999 페소로 인하하였다.
2009년 말, 브라질에 발매된 지보 게임은 28 종류이며 총 게임 용량은 305.3 MB이다.

## 제품 사양
- CPU : ARM11 / QDSP-5 528Mhz
- 그래픽 : ATI Imageon
  - 해상도 : VGA (640 x 480), 4:3 비율
  - 초당 400백만 폴리곤
- 오디오 : 8 채널 MP3, ADPCM, MIDI
- 메모리 : 128 MB DDR SDRAM + 32 MB DDR SDRAM (MSM7201A)
- 저장장치 : 1 GB NAND 플래시
- SD 카드 슬롯
- 3G 휴대폰 네트워크 (2G, 2.5G에도 접속 가능)
- USB 2.0 A형 포트 3개
- 인터페이스 : USB HID
- 전원 : 5V 3A 어댑터, 최대 15W
- 크기 : 157 (W) x 215.4 (D) x 44 (H) mm
- 무게 : 1.3 kg

## 주변 기기

### Z-패드
표준 지보 컨트롤러는 7개의 버튼과 디지털 패드, 아날로그 스틱 2개로 구성되어 있다. 컨트롤러의 왼쪽에는 디지털 패드, 가운데에는 HOME 버튼, 오른쪽에는 4개의 버튼(1 ~ 4), 패드 아래쪽에는 아날로그 스틱 2개, 케이블과 연결되는 위쪽에는 ZL, ZR 버튼이 있다. HOME 버튼은 게임을 잠시 멈추거나 지보 인터페이스에서 첫 시작 화면으로 되돌리는 역할을 한다.

### 부메랑
부메랑은 브라질 텍토이에서 판매한 가속도계(accelerometer)가 내장된 무선 컨트롤러다. 모션 센서 기술을 사용해 실제 동작으로 게임을 플레이 할 수 있다. 이 컨트롤러에는 디지털 패드와 2개의 버튼(1, 2)과 HOME 버튼, 전원을 끄고 켜는 슬리이드 스위치와 손목 스트랩으로 구성되어 있다. 전원으로 AA 배터리 2개가 필요하다.

## 게임
지보는 핸드폰이나 다른 게임기에서 이식된 게임이 많은데 FIFA 09, 레지던트 이블 4, 크래시 밴디쿳 니트로 카트 3D(Crash Bandicoot Nitro Kart 3D), 퀘이크(Quake), 갤럭시 온 파이어(Galaxy on Fire), 랠리 마스터 프로(Rally Master Pro) 등이 있다. 텍토이는 지보 익스트림(Zeebo Extreme), 부메랑 스포츠(Boomerang Sports)같은 전용 게임도 개발했다.
브라질에서는 FIFA 09, 니드 포 스피드 : 카본, 브레인 챌린지(Treino Cerebral)를 게임기에 담아 판매하였고 프레이 이블(Prey Evil), 퀘이크(Quake), 퀘이크 II(Quake II)를 무료로 다운받을 수 있다.
멕시코에서는 크래시 밴디쿳 니트로 카트 3D(Crash Bandicoot Nitro Kart 3D), 팩 매니아(Pac Mania), 텍켄 2(Tekken 2), 제노니아(Zenonia), 지보 패밀리 팩(Zeebo Family Pack) 5가지 게임을 게임기에 담아 판매하였다. 12개의 게임을 크리스마스와 예수 공현 대축일 연휴 기간에 발매하였다. 멕시코 애니메이션 회사인 Huevocartoon와 영어 교육 회사인 Interlingua에서 지보 애플리케이션을 개발한다고 발표하였다. 또한 멕시코에서는 Z-채널로 불리는 게임과 교육 애플리케이션이 포함된 50개의 웹 사이트를 제공하고 있다.
텍토이와 지보는 소닉 어드벤처를 포함한 세가 게임을 삭제하여 세가와 텍토이의 협력 관계에 대한 의혹을 남겼다.
11월 발표된 지보 최초의 롤플레이 게임 제노니아(Zenonia)는 랜덤으로 리부팅되는 등의 버그를 가지고 있어서 게임 판매 리스트에서 삭제되었다. 2010년 1월 브라질에서 버그를 수정한 새 버전이 발표되자 텍토이는 이전에 구입한 사용자들에게 새로운 버전을 무료로 주고 추가로 1,690 Z-크레딧을 돌려주었다.

## 개발 환경
지보 SDK는 브루(BREW) SDK와 OpenGL ES을 기반으로 하며 무료로 다운 받을 수 있다.
게임 용량에 따라 3가지로 부문으로 나뉜다.
- 저가격(Low Price) 부문 – 캐주얼 게임용, 최대 용량 8MB
- 표준가(Standard Price) 부문 - 일반 게임용, 최대 용량 25MB.
- 고가격(Premium Price) 부문– 복합적인 게임용, 최대 용량 50MB.

## 같이 보기
- 지보 게임 목록